# Ophiobolus tenellus
Ophiobolus tenellus är en svampart som först beskrevs av Bernhard Auerswald, och fick sitt nu gällande namn av Pier Andrea Saccardo 1883. Ophiobolus tenellus ingår i släktet Ophiobolus och familjen Leptosphaeriaceae.   Inga underarter finns listade i Catalogue of Life.